# Nuci (okręg Călărași)
Nuci – wieś w Rumunii, w okręgu Călărași, w gminie Vasilați. W 2011 roku liczyła 370 mieszkańców.